# Júlia Alves Barbosa
Júlia Alves Barbosa (Natal, 1898 — Natal, 1943) foi uma das fundadoras da Associação de Eleitoras Norte-rio-grandenses e a segunda eleitora do estado do Rio Grande do Norte. Júlia poderia ter sido até mesmo a primeira eleitora do Brasil, pois requisitou seu alistamento eleitoral a 22 de novembro de 1927, pouco depois de aprovada a Lei Estadual nº 660, mas Celina Guimarães Viana, mossoroense, por ser casada e ter o apoio de um marido influente (advogado e professor), teve o seu requerimento despachado com mais rapidez, a ponto de ser publicado antes do requerimento de Júlia no Diário Oficial do Estado. Seu ato rendeu enorme repercussão no estado e lhe garantiu uma cadeira na Câmara Municipal de Natal, no mandato que se iniciou em 1928, sendo assim a primeira vereadora da capital estadual. Durante sua vida, foi casada com o poeta e professor Francisco Ivo Cavalcanti. Foi também a primeira mulher a lecionar matemática na Escola Normal do Estado, tendo ingressado no funcionalismo público por meio de concurso.